# Побережка
Побере́жка (укр. Побережка) — село в Медвинской сельской общине Белоцерковского района Киевской области Украины.
Население по переписи 2001 года составляло 605 человек. Почтовый индекс — 09732. Телефонный код — 4561. Занимает площадь 2 км². Код КОАТУУ — 3220685801.

## Известные уроженцы
- Нищеменко, Корней Семёнович —  украинский политик, член Украинской Центральной рады.